# Almyros
Almyros (griechisch Αλμυρός) ist eine Gemeinde im Südosten der griechischen Region Thessalien. Verwaltungssitz der Gemeinde ist die Kleinstadt Almyros.
Das Gemeindegebiet ist nahezu identisch mit der ehemaligen Provinz Almyrou (Επαρχία Αλμυρού Eparchía Almyroú).

## Lage
Die Gemeinde Almyros liegt im Südosten Thessaliens an der Westküste des Pagasitischen Golfs. Im Süden und Südwesten bildet das Othrys-Gebirge die Grenze zur Region Mittelgriechenland. Nachbargemeinden in Thessalien sind Volos und Rigas Fereos im Norden sowie Farsala im Nordwesten. Die mittelgriechischen Gemeinden Domokos und Stylida grenzen im Westen und Süden an.

## Verwaltungsgliederung
Die Gemeinde wurde nach der Verwaltungsreform 2010 aus dem Zusammenschluss der ehemaligen Gemeinden Almyros, Pteleos und Sourpi sowie der Landgemeinde Anavra gebildet. Verwaltungssitz der Gemeinde ist die gleichnamige Stadt Almyros. Die ehemaligen Gemeinden bilden seither Gemeindebezirke. Die Gemeinde ist weiter in 3 Stadtbezirke und 15 Ortsgemeinschaften untergliedert.

## Persönlichkeiten
- Anastasios Lagos (* 1992), Fußballspieler

| Gemeindebezirk | griechischer Name        | Code   | Fläche (km²) | Einwohner 2011 | Stadtbezirke / Ortsgemeinschaften (Δημοτική / Τοπική Κοινότητα)           | Lage |
| -------------- | ------------------------ | ------ | ------------ | -------------- | ------------------------------------------------------------------------- | ---- |
| Almyros        | Δημοτική Ενότητα Αλμυρού | 240201 | 475,021      | 12.678         | Almyros, Anthotopos, Efxinoupoli, Kokkoti, Krokio, Kofi, Platanos, Fylaki |      |
| Anavra         | Δημοτική Ενότητα Ανάβρας | 240202 | 122,020      | 00584          | Anavra                                                                    |      |
| Pteleos        | Δημοτική Ενότητα Πτελεού | 240203 | 118,184      | 02.485         | Agii Theodori, Achillio, Pteleos                                          |      |
| Sourpi         | Δημοτική Ενότητα Σούρπης | 240204 | 193,168      | 02.867         | Sourpi, Agia Trias, Agios Ioannis, Amaliapoli, Vrynena, Drymonas          |      |
| Gesamt         | Gesamt                   | 2402   | 908,393      | 18.614         |                                                                           |      |